# Agnes Lundell

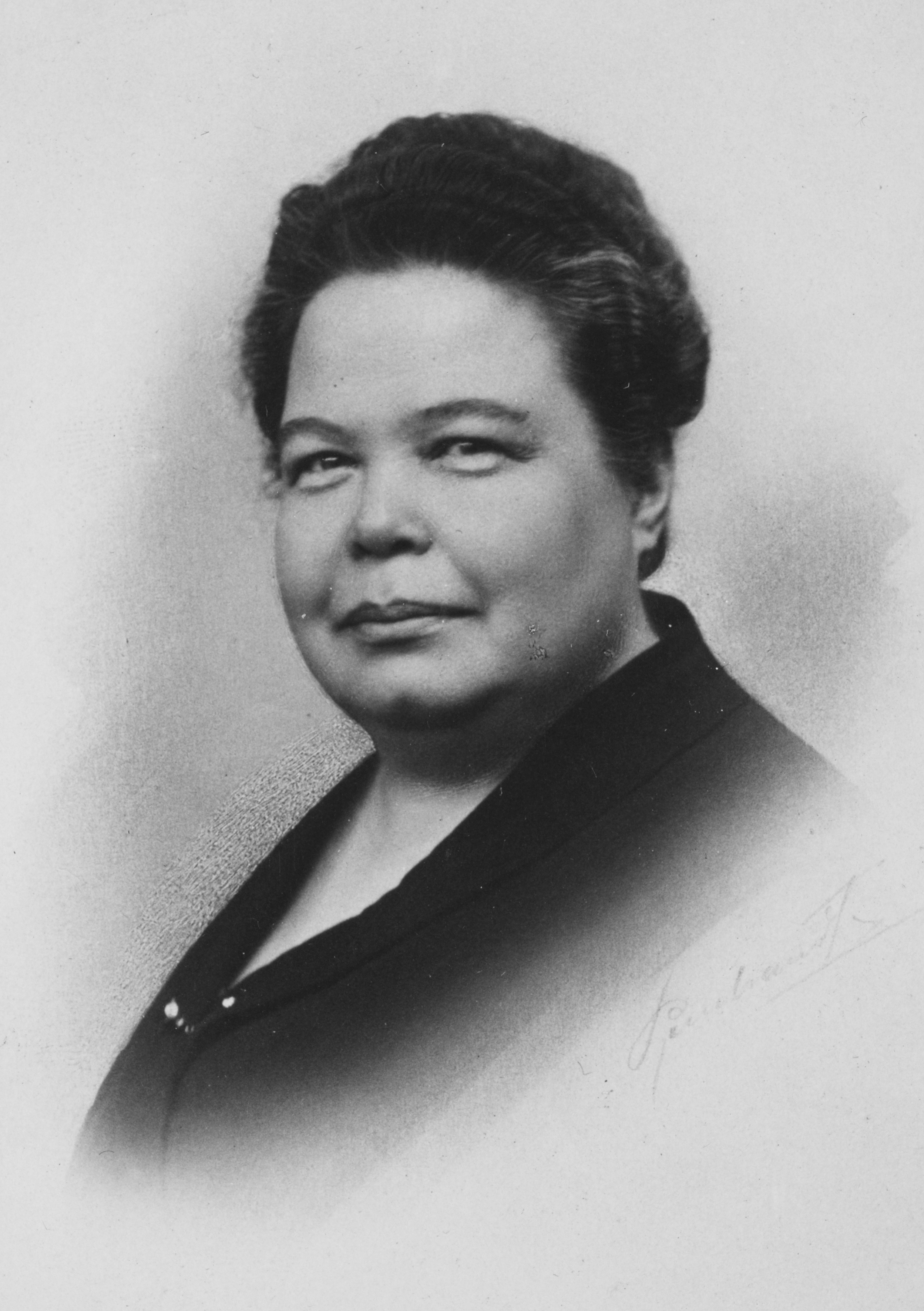
Agnes Lundell

Agnes Amanda Lundell (* 13. Juli 1878 in Turku, Finnland; † 17. September 1936 in Helsinki, Finnland) war eine finnische Rechtsanwältin. Sie war die erste Frau in diesem Beruf in Finnland.

## Leben und Werk
Lundell war die Tochter des Kaufmanns Alfred Wilhelm Lundell und Olga Vilhelmina Åkerman. Sie schrieb sich 1899 an der Kaiserlichen Alexander-Universität zum Studium der Rechtswissenschaften ein. Als erste Frau in Finnland schloss sie im 28. Mai 1906 ihr Jurastudium und im Dezember desselben Jahres schloss sie ein Masterstudium in Verwaltungswissenschaften ab. Sie erhielt für ein Aufbaustudium ein zweijähriges Stipendium, welches sie jedoch nicht nutzte.
Lundell begann am 19. Juni 1906 ihre Tätigkeit als Kopistin im Handels- und Industrieausschuss der Finanzabteilung des Senats und ab Januar 1909 als Protokollführerin der Plenarsitzungen des Senats. Am 13. März 1909 wurde sie nach vielen Anträgen und Abstimmungen in das Berufungsgericht Turku aufgenommen und führte den Titel Auskultant. Als Auskultant im Berufungsgericht durfte Lundell neben ihrer Tätigkeit als Kopistin auch als Rechtsassistentin tätig werden. Den Amtseid durfte sie jedoch nicht leisten. Das Berufungsgericht wies ihren Antrag und die Senatsverwaltung für Justiz 1910 ihre Berufung ab.
Am 21. Oktober 1910 reichte sie beim Senat eine Verzichtserklärung zur Ausübung des Anwaltsberufs ein. Nach vielen Anträgen und Biegungen erhielt sie 1911 diese Erlaubnis. Es wurde jedoch festgelegt, dass sie ihren Vornamen nicht verwenden durfte, sondern nur als A. Lundell auftreten durfte. Kurz darauf gründete Lundell 1911 eine Anwaltskanzlei in Helsinki und praktizierte dort bis zu ihrem Tod im Jahr 1936. Erst mit einer Gesetzesnovelle im Jahr 1926, als Frauen ein Anrecht auf Staatsämter zuerkannt wurde, wurde es möglich, dass Lundell am 8. Juli 1926 vor dem Berufungsgericht Turku den Amtseid ablegte.
Sie schenkte die testamentarische Mehrheit ihres Nachlasses der Universität Åbo Akademi, um eine Rechtsprofessur aufrechtzuerhalten. Der Amtsinhaber musste insbesondere die Rechte von Frauen und Kindern überwachen. Außerdem vermachte Lundell dem Svenska kulturfonden einen großen Geldbetrag zur Förderung des Gartenbaus.
Auch als aktives Mitglied der Kvinnosaksförbundet Unionen (schwedisch, finnisch Naisasialiitto Unioni), in ihren Präsentationen und in ihren Zeitungsartikeln drängte Lundell auf die Förderung der Frauen. Der Beitrag von Lundell könnte eine Schlüsselrolle bei der Schaffung des neuen Ehegesetzes gespielt haben, das Anfang der 1930er Jahre in Kraft trat. Lundell wurde offenbar von dem Politiker Leo Mechelin unterstützt, der wie Lundell Mitglied der Naisasialiitto Unioni war und das Frauenwahlrecht unterstützte.